# Norris (Dakota del Sud)
Norris è un census-designated place (CDP) degli Stati Uniti d'America della contea di Mellette nello Stato del Dakota del Sud. La popolazione era di 152 abitanti al censimento del 2010.
Norris fu progettata nel 1910 e prende il nome da un nipote di un commerciante della città.

## Geografia fisica
Secondo lo United States Census Bureau, il CDP ha una superficie totale di 2,26 km², dei quali 2,26 km² di territorio e 0 km² di acque interne (0% del totale).

## Società

### Evoluzione demografica
Secondo il censimento del 2010, la popolazione era di 152 abitanti.

### Etnie e minoranze straniere
Secondo il censimento del 2010, la composizione etnica del CDP era formata dal 10,53% di bianchi, lo 0% di afroamericani, l'86,84% di nativi americani, lo 0% di asiatici, lo 0% di oceanici, lo 0% di altre razze, e il 2,63% di due o più etnie. Ispanici o latinos di qualunque razza erano lo 0% della popolazione.